# Ronald Brachmann

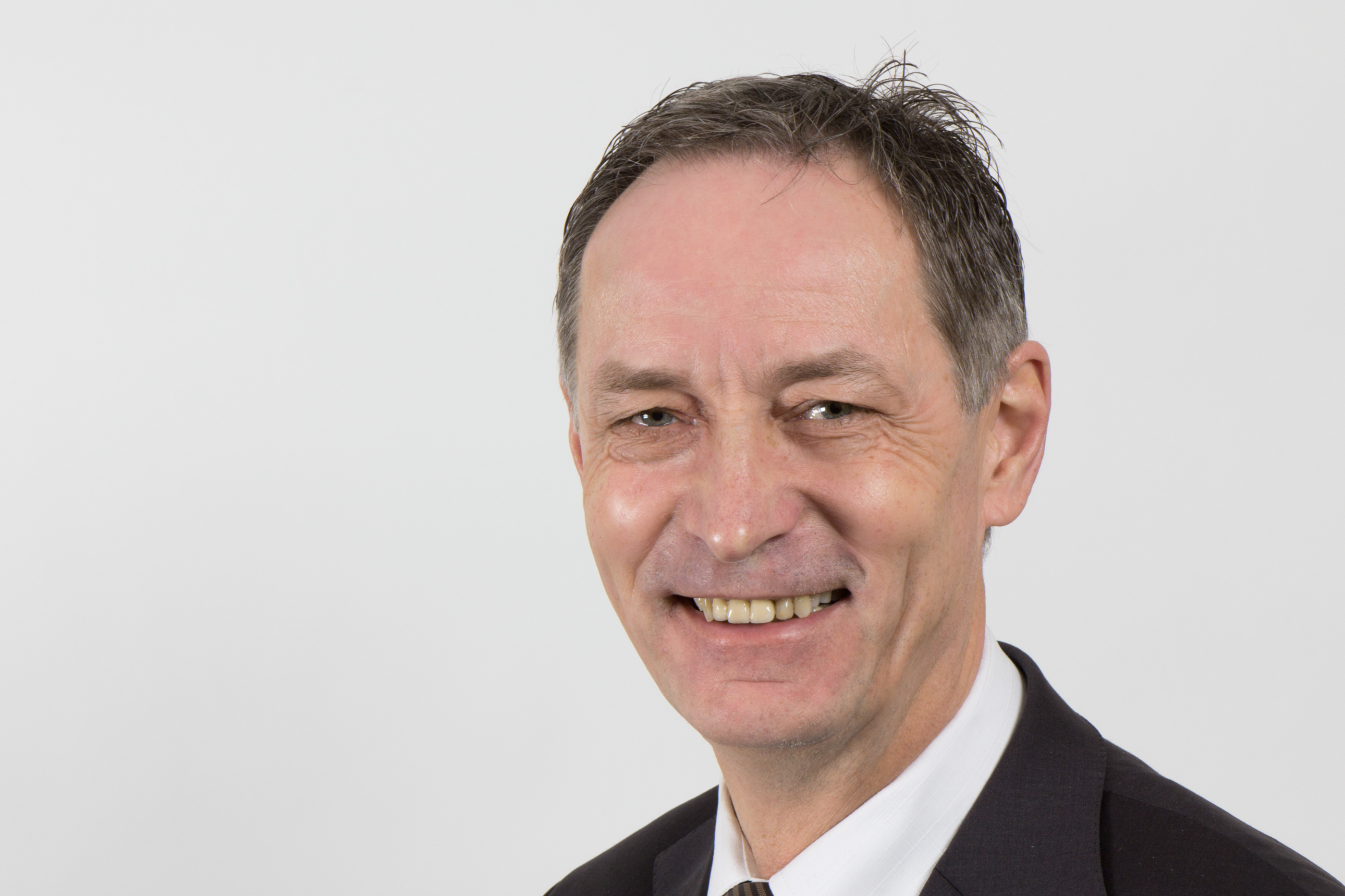
Ronald Brachmann, 2012

Ronald Brachmann (* 6. August 1955 in der Lutherstadt Eisleben) ist ein deutscher Politiker (SPD). Er war von 1998 bis 2002 und 2006 bis 2016 Abgeordneter im Landtag von Sachsen-Anhalt.

## Leben und Beruf
Nach dem Ablegen des Abiturs im Jahr 1974 studierte Brachmann Jura. Im Jahr 1981 promovierte er zum Dr. jur. Von 1981 bis 1984 war er Richter am Stadtbezirksgericht Berlin-Prenzlauer Berg. Anschließend war er bis 1988 wissenschaftlicher Mitarbeiter. 1989 wurde er stellvertretender Leiter der Abteilung Verwaltungsrecht im Ministerium der Justiz der DDR. Im darauffolgenden Jahr wurde er Leiter der Arbeitsgruppe Justizreform und anschließend Leiter der Grundsatzabteilung im Ministerium der Justiz der DDR. Er gehörte auf DDR-Seite der Verhandlungsdelegation zum Einigungsvertrag an. Brachmann arbeitete in den Jahren 1991 bis 1998 und von 2002 bis 2006 als Referatsleiter (Ministerialrat) im Ministerium der Justiz des Landes Sachsen-Anhalt.
Brachmann war im Beck-Verlag München Herausgeber des Sartorius III, einer Textsammlung, die im Jahr 1990 damals noch als „DDR-Sartorius“ begründet, dann als Werk für die neuen Länder fortgeführt wurde, inzwischen aber weitgehend für das gesamte Bundesgebiet relevante Vorschriften enthält.
Eine wichtige Seite des Lebens von Ronald Brachmann ist der Sport. Vor allem als Orientierungsläufer, wo er von 1977 bis 1982 in der höchsten Klasse „Herren, Elite“ startete, auf den langen Strecken (Marathonbestzeit 1976 2:38:04), im Skilanglauf und bei vielen bergsportlichen Unternehmungen hat er schon über fünf Jahrzehnte selbst aktiv Sport getrieben und kann auf zahlreiche Erfolge zurückblicken. Als Politiker hat er sich stets für die Belange des Sports eingesetzt und wichtige sportpolitische Weichenstellungen, wie das Sportfördergesetz in Sachsen-Anhalt mit auf den Weg gebracht. Seit 2021 ist er Präsident des Rodel- und Bobsportverbandes des Landes Sachsen-Anhalt.
Ronald Brachmann ist verheiratet und hat vier Kinder.

## Politik
Brachmann war in den Jahren 1979 bis 1989 Mitglied der SED. Im Oktober 1990 trat Brachmann in die SPD ein. Von 1991 bis 1997 war er Vorsitzender der Arbeitsgemeinschaft sozialdemokratischer Juristinnen und Juristen in Sachsen-Anhalt. Ab 1993 war er bis zur Fusion der Kreisverbände 2006 Mitglied des SPD-Kreisvorstandes Wernigerode. Er gehörte seit Oktober 2006 dem Vorstand des neu entstandenen SPD-Kreisverbandes Harzkreis an und war von 2013 bis 2016 dessen Vorsitzender.
Er gehörte dem Landtag von Sachsen-Anhalt in der 3., 5. und 6. Wahlperiode an. Er war in der 5. Wahlperiode Vorsitzender des Ausschusses für Recht und Verfassung und in der 6. Wahlperiode Vorsitzender des Ausschusses für Inneres und Sport. Zudem war in allen Wahlperioden  Rechtspolitischer Sprecher seiner Fraktion.
Bei der Landtagswahl 2016 erzielte Dr. Ronald Brachmann nach Infratest dimap mit 24,2 % im Wahlkreis Blankenburg landesweit das beste Erststimmenergebnis und erreichte damit den größten Personenbonus unter den SPD-Kandidaten, der Wiedereinzug in den Landtag gelang ihm aber nicht, weil er auf der Landesliste der SPD keine Berücksichtigung gefunden hatte.
Er ist seit 2016 Mitglied der Parlamentarischen Vereinigung Sachsen-Anhalt e.V und seit 2024 deren Vizepräsident.